# Сельское поселение Новопетровское
Се́льское поселе́ние Новопетро́вское — упразднённое муниципальное образование в Истринском муниципальном районе Московской области Российской Федерации.
Административный центр — село Новопетровское.

## Население
| 2006  | 2007  | 2008  | 2009  | 2010  | 2011  |
| ----- | ----- | ----- | ----- | ----- | ----- |
| 8081  | ↗8148 | ↘8079 | ↘8020 | ↘7332 | ↘7208 |
| 2012  | 2013  | 2014  | 2015  | 2016  | 2017  |
| →7208 | ↘7048 | ↘6999 | ↘6859 | ↘6694 | ↘6594 |

## Физико-географическая характеристика
Территория сельского поселения Новопетровское Истринского муниципального района Московской области расположена в северо-западной части района. На севере оно граничит с Клинским, на юге — с Рузским, на западе — с Волоколамским районами Московской области, на востоке — соответственно с сельским поселением Ядроминское Истринского муниципального района.
Площадь территории поселения — 20 520 га.
По территории поселения протекают реки Маглуша, Болденка, Молодильня.

### Часовой пояс
Сельское поселение находится в часовом поясе, обозначаемом по международному стандарту как Moscow Time (Московское время), MSK (UTC+3). Летом в Московской области используется Московское летнее время (UTC+4).

### Рельеф
Географически сельское поселение лежит на отрогах Смоленско-Московской возвышенности; рельеф плавно понижается с северо-запада поселения к югу, юго-востоку и северо-востоку. Распространены процессы овражной эрозии. Абсолютные отметки высоты — в районе 200—250 м.

### Климат
Климат сельского поселения умеренно континентальный (характерна мягкая зима и умеренно тёплое лето), в целом идентичен климату Москвы. Средняя многолетняя величина годовой суммы осадков — 598 мм с максимумом, приходящимся на лето. 

### Почвы и растительность
В сельском поселении распространены дерново-подзолистые суглинистые почвы различной степени смытости, для которых характерна кислая реакция. Содержание гумуса в почвах среднее. В посёлках городского типа почвы подвергнуты значительному антропогенному значению; в окрестностях высоки показатели заболоченности.
Сельское поселение плотно окружено лесами, по большей части смешанными, с отдельными участками хвойных. Видовой состав лесных насаждений преимущественно представлен елью, берёзой, осиной. Безлесные территории сильно урбанизированы.

## История

### XVI—XIX вв.
В XVI—XVIII веках бо́льшая часть территории современного сельского поселения относилась к Ижевскому стану Дмитровского уезда, исключение составляли деревни Головино, Кореньки и место будущего посёлка Румянцево, входившие в состав Сурожского стана Московского уезда.
В XIX веке территория поселения входила в состав Волоколамского, Клинского и Рузского уездов Московской губернии.

### 1917—1929 год
После Февральской революции 1917 года на первом же заседании образованного волостного исполкома было решено переименовать волость из Васильевской в Новопетровскую, так как её центр переместился из деревни Васильевской в село Петровское. Переименовывать же в Петровскую не стали, поскольку в окрестности таких названий было много. («Колхозная жизнь», 1957, № 31). В 1918 году Новопетровская волость насчитывала 54 населённых пункта.
До образования самостоятельного Воскресенского уезда Московской губернии Новопетровская волость входила в состав Рузского уезда. 9 мая 1923 года постановлением Президиума ВЦИК был создан Воскресенский уезд, в который вошла Новопетровская волость. Её центром, как и прежде, оставалось село Ново-Петровское. В 1921 году в этой волости было 17 сельсоветов и среди них — Петровский.
В 1929 году при организации нового административно-территориального деления Московской губернии из упразднённого Воскресенского уезда были созданы два района: Истринский (Еремеевская, Лучинская и Павловская волости) и Ново-Петровский район (Новопетровская, Мамошинская и Никольская волости). Таким образом, с 1929 года Ново-Петровский сельский совет входил в состав Ново-Петровского района. К этому времени в составе Ново-Петровского сельсовета находились село Петровское, деревни Устиново, Рыбушки и организации — лесхоз, больница, начальная школа.

### 1930-е годы
В 1935 году в состав Ново-Петровского сельского Совета вошёл Кореньковский сельсовет (деревни Кореньки, Ивакино и Головино).

### 1950 — 60-е годы
3 июня 1959 года в ходе новых административно-территориальных преобразований Московской области Ново-Петровский район был упразднён, а Ново-Петровский сельский совет отошёл к Рузскому району (при этом в его состав было включено восемь населённых пунктов Нудольского сельсовета). В 1960 году он был присоединён к Истринскому району, а с 1963 года он оказался в составе Солнечногорского района, включившего в свой состав Истринский. После воссоздания в 1965 году Истринского района Ново-Петровский сельсовет вернулся в состав Истринского района.

### Преобразования 1990-х годов
27 декабря 1991 года исполнительный комитет сельского Совета был ликвидирован во исполнение Указа Президента Российской Федерации № 75 от 22.08.1991 г. «О некоторых вопросах деятельности органов исполнительной власти в РСФСР»; с 9 января 1992 года стала функционировать созданная на его месте сельская администрация как орган исполнительной власти сельского Совета народных депутатов.
Во исполнение Указа Президента Российской Федерации № 1617 от 09.10.1993 г. «О реформе представительных органов власти и органов местного самоуправления в Российской Федерации» и постановления Главы администрации Московской области № 167 от 11.10.1993 г. сельский Совет прекратил деятельность, и Ново-Петровская сельская администрация стала органом местного самоуправления на своей территории.
Решением Московской областной Думы № 7/6 от 03.02.1994 г. на территории Московской области были введены сельские округа, и Ново-Петровская сельская администрация стала называться администрация Ново-Петровского сельского округа. В своей деятельности она подчинялась администрации Истринского района Московской области.

### 2000-е годы
В 2004 году Новопетровский и Деньковский сельские округа были объединены в единый Новопетровский сельский округ с центром в селе Новопетровское.
Федеральным законом № 131-ФЗ от 06.10.2003 г. «Об общих принципах организации местного самоуправления в Российской Федерации» введены поселения. Муниципальное образование «Сельское поселение Новопетровское» было создано на территории Истринского района Законом Московской области от 28 февраля 2005 года.
Новопетровский сельский округ был окончательно упразднён с 1 января 2007 года
Законом Московской области от 22 февраля 2017 года № 21/2017-ОЗ, 11 марта 2017 года все муниципальные образования Истринского муниципального района — городские поселения Дедовск, Истра и Снегири, сельские поселения Бужаровское, Букарёвское, Ермолинское, Ивановское, Костровское, Лучинское, Новопетровское, Обушковское, Онуфриевское, Павло-Слободское и Ядроминское — были преобразованы, путём их объединения, в городской округ Истра.

## Состав сельского поселения
Границы территории сельского поселения установлены Законом Московской области от 28.02.2005 № 86/2005-ОЗ «О статусе и границах Истринского муниципального района и вновь образованных в его составе муниципальных образований».

### Населённые пункты, находившиеся в границе сельского поселения Новопетровское
| Вид     | Наименование      | Население, чел. (2010) | ОКАТО          | Краткая информация |
| ------- | ----------------- | ---------------------- | -------------- | --- |
| село    | Новопетровское    | 4883                   | 46 218 828 001 | в прошлом — Петровское, расположено в 25 км от г. Истры, в верховьях р. Маглуши. Здесь место весьма холмистое; к западу от села по Волоколамскому шоссе находится одна из самых высоких точек Подмосковья: высота 305 м. На холмах сходятся истоки разных рек и речек: Маглуши, Молодильни, Тростни, Рассохи, Разварни, Чисмены, Нудоли, Болденки. |
| деревня | Антоновка         | 7                      | 46 218 828 022 | |
| хутор   | Берёзовка         | 8                      | 46 218 828 023 | |
| деревня | Бодрово           | 11                     | 46 218 828 006 | лежит в 33 км северо-западнее г. Истры на крутом берегу речки Болденки. Близлежащие деревни — Нижневасильевское, Кучи. Деревня Бодрово молодая — в справочнике Нистрема (1852 гг.) её ещё нет. |
| деревня | Головино          | 23                     | 46 218 828 010 | находится в 22 км от северо-западнее г. Истры, на левом берегу речки Молодильни, рядом с Волоколамским шоссе. Ближайшая станция — Румянцево. |
| деревня | Гомово            | 0                      | 46 218 828 018 | |
| деревня | Гребеньки         | 19                     | 46 218 828 019 | |
| деревня | Давыдково         | 37                     | 46 218 828 015 | |
| деревня | Денежкино         | 30                     | 46 218 828 003 | самое северное селение района — находится в 36 км от г. Истры, близ правого берега речки Нудоль, ближайший населенный пункт — д. Пречистое. |
| деревня | Деньково          | 109                    | 46 218 828 014 | |
| посёлок | Колшино           | 9                      | 46 218 828 021 | |
| деревня | Кореньки          | 9                      | 46 218 828 011 | лежит в 27,5 км от западнее г. Истры, близ левого берега речки Молодильни. Место возвышенное (около 270 м над уровнем моря). Ближайшие селения — с. Новопетровское, д. Головино. |
| деревня | Кучи              | 39                     | 46 218 828 007 | находится в 32,5 км от г. Истры и в 400 м от берега озера Чудцевского, в которое впадает речка Болденка. |
| посёлок | Лесодолгоруково   | 185                    | 46 218 828 025 | |
| деревня | Надеждино         | 4                      | 46 218 828 004 | находится в 34 км от северо-западнее г. Истры, в верховьях небольшой речки — притока Нудоли. Неподалёку от деревни проходит шоссе Руза — Новопетровское — Клин. Через шоссе расположена другая деревня округа — Кучи. |
| деревня | Надеждино         | 20                     | 46 218 828 020 | |
| деревня | Нижневасильевское | 5                      | 4 621 882 800  | находится в 34 км северо-западнее г. Истры, на берегу речки Болденки, впадающей в Чудцевское озеро. Ближайшие селения — Бодрово и Парфенки. Селение известно с XVI в. |
| деревня | Пречистое         | 251                    | 46 218 828 002 | находится в 34,5 км к северо-западу от г. Истры, на шоссе, соединяющем поселение с Клинским районом (часть так называемой «бетонки»). Деревня стоит на правом берегу речки Нудоль. В 150 м от берега стояла церковь, разрушенная в советское время. |
| посёлок | Румянцево         | 1558                   | 46 218 828 008 | находится в 20,5 км северо-западнее г. Истры, на Волоколамском шоссе и при ст. Румянцево. Через поселок протекает речка Молодильня. По шоссе ближе к городу находится пос. Курсаково, а в другую сторону — с. Новопетровское. На том месте, где ныне расположен поселок, 150 лет назад шумел густой лес, подступавший к Волоколамской дороге. Сам посёлок возник в начале XX века, когда здесь прошла Московско-Виндаво-Рыбинская железная дорога (ныне Рижское направление МЖД) и была построена железнодорожная станция. |
| деревня | Рыбушки           | 31                     | 46 218 828 012 | находится в 28,5 км северо-западнее г. Истры, на левом берегу речки Маглуши. Ближайшие селения — Новопетровское и Устиново. Деревня Рыбушки возникла около 300 лет назад. Сельцо Рыбушкино впервые упоминается в переписной книге 1705 г. |
| деревня | Устиново          | 30                     | 46 218 828 013 | лежит в 26,7 км северо-западнее г. Истры, на левом берегу речки Маглуши. С восточной стороны к деревне примыкает шоссе Руза — Новопетровское — Клин. Поблизости находятся с. Новопетровское и д. Рыбушки. |
| хутор   | Фёдоровка         | 23                     | 46 218 828 024 | |
| деревня | Чудцево           | 1                      | 46 218 828 009 | лежит в 36,5 км северо-западнее г. Истры, на берегу озера Чудцевского, в которое впадает речки Болденка, а вытекает р. Нудоль. Озеро имеет вытянутую форму (около 800 х 350 м). Ниже по течению Болденки находится д. Пречистое, ниже — д. Нижневасильевское. На противоположном берегу — д. Кучи. |
| деревня | Шаблыкино         | 0                      | 46 218 828 017 | |
| деревня | Шапково           | 40                     | 46 218 828 016 | |

### Садовые товарищества
Помимо этого, на территории сельского поселения расположены 45 садовых некоммерческих товариществ. Общее количество садовых участков — 5355, площадь земельных участков — 445,2 га.
Перечень садовых товариществ дан в результатах кадастровой оценки земель Истринского района:
Село Новопетровское
- СТ «Истрамебель»
- СТ «Солнечный»
- СТ «Зелёный луг»
- СТ «Литератор»
- СТ «Моспроектовец»

Деревня Антоновка
- СТ «Антоновка»
- СТ «Луч-2.2»
- СТ «Луч»
- СТ «Мичуринец-1»
- СТ «Ново-Петровское»
- СТ «Объектив»
- СТ «Поляна-2»
- СТ «Поляна-3»
- СТ «Ручеёк»
- СТ «Светлый ключ»
- СТ «Янтарь»

Деревня Берёзовка
- СТ «Орион»

Деревня Гребеньки
- СТ «Электрик»

Деревня Давыдково
- СТ «Моспроектовец»

Деревня Деньково
- СТ «Импульс»
- СТ «Квант»
- СТ «Латорица»
- СТ «Лебедь»
- СТ «Монтажник»
- СТ «Прогресс»

Деревня Кореньки
- СТ «Фининансист»
- СТ «Ягодка»

Деревня Нижневасильевское
- СТ «Икар»
- СТ «Садко»

Посёлок Румянцево
- СТ «Альтаир-1»
- СТ «Астра»
- СТ «Дорожник»
- СТ «Инжстрой»
- СТ «Коренки»
- СТ «Рассвет»
- СТ «Румянцево»

## Экономика
На территории сельского поселения зарегистрированы и функционируют субъекты хозяйствования различных организационно-правовых форм и форм собственности с общей численностью работающих по состоянию на 1 января 2010 года — 1,9 тыс. чел. Основу промышленности поселения составляют 10 предприятий с общей численностью работников 650 чел. (на 1 января 2010 года):
| Наименование предприятия                                            | Адрес                                         | Вид деятельности                   | Количество работников (на 1 января 2010 года) |
| ------------------------------------------------------------------- | --------------------------------------------- | ---------------------------------- | --------------------------------------------- |
| ОАО «Новопетровская швейная фабрика»                                | с. Новопетровское, ул. Первомайская, 59       | Швейное производство               | 37                                            |
| ООО «Птицефабрика Новопетровская»                                   | с. Новопетровское, 7                          | Производство мяса птицы            | 162                                           |
| ГУП Новопетровский завод «Оргтехсвязь»                              | с. Новопетровское, ул. 1-я Железнодорожная, 1 | Производство газетных киосков      | 20                                            |
| ООО «Печки-лавочки»                                                 | с. Новопетровское, ул. Первомайская, 58       | Производство изделий для бань      | 20                                            |
| ООО «РОЛС-К-ФЛЕКС»                                                  | п. Румянцево, Пролетарский проезд, 1А         | Производство теплоизоляции         | 75                                            |
| ООО «КРРОС»                                                         | д. Денежкино                                  | Производство мясных полуфабрикатов | 154                                           |
| ОАО «Усадьба Квашниных-Самариных»                                   | с. Новопетровское, ул. Фабричная, 2           | Производство рыбных полуфабрикатов | 28                                            |
| ООО «Научно-производственный центр „Лопатки. Компрессоры. Турбины“» | с. Новопетровское, ул. Советская, 74А         | Техническое производство           | 37                                            |
| ОАО «Агрофирма Пречистое»                                           | д. Пречистое                                  | Сельскохозяйственная продукция     | 85                                            |
| ООО «ТрансДорГрупп»                                                 | п. Румянцево, Волоколамское шоссе, 120        | Производство бетона, плитки        | 25                                            |

В экономике сельского поселения агропромышленный комплекс занимает около 15 %. Сельское хозяйство специализируется на производстве мяса птицы, продуктов животноводства, кормов. В агропромышленном комплексе функционируют 2 сельскохозяйственных предприятия и 3 работающих крестьянских (фермерских) хозяйства. Основными сельскохозпредприятиями поселения являются ООО «Птицефабрика Новопетровская» и ОАО «Агрофирма Пречистое».

## Транспорт
Транспортные связи сельского поселения Новопетровское с городом Москвой и областью осуществлялись автомобильным и железнодорожным транспортом.

### Железнодорожный транспорт
По территории бывшего сельского поселения проходит железная дорога Москва—Рига от 81 км до 98 км. В сельском поселении пять железнодорожных станций и платформ:
- Румянцево
- Новопетровская
- Устиновка
- пл. 91 км
- Лесодолгоруково

Пригородные поезда, связывающие вокзалы Москвы с населёнными пунктами Московской и близлежащих областей, играют существенную роль и во внутрипоселенных пассажирских перевозках.

### Автомобильный транспорт

#### Внутрипоселковая транспортная инфраструктура
В поселении имеется развитая транспортная инфраструктура:
- Автомагистраль М9 «Балтия» (Москва — Рига) от 79 км до 94 км.
- Москва — Волоколамск (Волоколамское шоссе) от 78 км до 95 км.
- «Большое московское кольцо» А108 (Клин — Руза)

#### Наземный поселковый транспорт
На территории бывшего сельского поселения с советских времён действовала разветвлённая сеть общественного транспорта, которая связана с соседними сельскими поселениями, муниципальными районами и областями: маршрутов автобусов, которые перевозят пассажиров ежедневно.
Общественный транспорт вынужден иметь «плавающее», непостоянное расписание и ходить с большими интервалами между рейсами, так как по сравнению с электричками им пользуется меньшая часть жителей.

## Достопримечательности
- Румянцево:

На 80 км Волоколамского шоссе, напротив школы, памятный знак защитникам Московского неба, летчикам 28-го и 11-го истребительных полков ПВО П. Еремееву и В. Ковалеву, а также жителям деревни, не вернувшимся с войны. У деревни Головино и на 81 км шоссе памятники на братских могилах воинов 16-й армии, державших здесь оборону в ноябре 1941 г.
- Новопетровское:

Памятники на братских могилах воинов 27-й танковой бригады и партизан. Обелиск в память жителей села, не вернувшихся с войны. Мемориальная доска на доме Кузнецовых у полотна железной дороги, совершивших в декабре патриотический поступок, оказав содействие наступлению подразделений танковой бригады М. Е. Катукова. Танк Т-34, установленный в честь 70-летия победы в ВОВ.
Петропавловская церковь (Церковь Петра и Павла в Новопетровском). Дата постройки: 1834—1843 гг.
.
- Деньково:

Мемориальный комплекс на воинском кладбище у 95 км железной дороги, возведённый в июне 1991 г. Среди погибших покоится прах танкиста 1-й гвардейской танковой бригады, Героя Советского Союза Д. Ф. Лавриненко, подбившего 52 вражеских танка.
- Давыдково:

Памятный знак на месте захоронения бойцов 316-й (8-й гвардейской) стрелковой дивизии и 3-го (2-го гвардейского) кавалерийского корпуса. Установлена мемориальная доска.